# San Vicente de Tagua Tagua
Pour les articles homonymes, voir San Vicente.
San Vicente de Tagua Tagua est une ville et une commune du Chili faisant partie de la province de Cachapoal, elle-même rattachée à la Région O'Higgins. En 2012, sa population s'élevait à 50 670 habitants. La superficie de la commune est de 476 km2 (densité de 106 hab./km2). La commune et la ville sont créées en 1845 sous l'appellation Villa de San Vicente de Tagua Tagua.
San Vicente de Tagua Tagua se trouve dans la Vallée centrale du Chili à environ 150 kilomètres au sud de la capitale Santiago et pratiquement au centre de la province de Cachapoal. La ville est située sur les rives de l'Estero Zamorano, un affluent du rio Maipo. La ville bénéficie d'une croissance démographique particulièrement rapide. Son économie repose sur les productions agricoles : pêches, tomates, pommes de terre, maïs, etc.

Position de San Vicente de Tagua Tagua (en rouge) au sein de la Province de Cachapoal.